# Slag bij Vesontio
De Slag bij Vesontio werd gevochten tussen de Suebi, een Germaanse stam, en de Romeinse Republiek. De Suebi stonden onder leiding van Ariovistus, de Romeinen onder leiding van Gaius Julius Caesar. De slag werd uitgevochten in 58 v.Chr. Dit was de derde grote veldslag van de Gallische Oorlog. 

## Achtergrond
Ariovistus, een Germaans stamhoofd, was de Rijn overgestoken om de Arverni en Sequani te helpen in hun oorlog als hulptroepen tegen de Aedui. De Aedui hadden al zware nederlagen geleden tegen deze coalitie, en hierdoor waren ze onderworpen. Maar de Sequani waren ook erg verzwakt, ondanks hun zege. Ariovistus had zich immers gevestigd op hun grondgebied en er een derde van bezet. Het zag ernaar uit dat de Germanen over een paar jaar steeds grotere stukken van Gallië zouden inlijven en er nog meer Germanen de Rijn zouden oversteken. De Gallische stammen verzochten Caesar dit te helpen verhinderen. Caesar beloofde de Galliërs dat hij Ariovistus zou overhalen om terug te keren naar Germanië.
Caesar zond gezanten naar Ariovistus om met hem overleggen over staatszaken. Ariovistus antwoordde echter: 

"Als ik iets van Caesar zou gewild hebben, zou ik wel naar hem zijn toegegaan! Als hij iets van mij wil, moet hij maar naar mij komen!"

 Hierna volgden nog heel wat onderhandelingen, maar uiteindelijk verklaarde Ariovistus de oorlog aan Caesar. Toen marcheerde Caesar op naar Ariovistus. Het kwam hem ter ore dat Ariovistus oprukte naar Vesontio, het huidige Besançon, de grootste stad van de Sequani, om deze te bezetten. Caesar kwam echter eerder aan en plaatste een garnizoen in deze stad. De Romeinen hoorden hier echter over het postuur van de Germanen. Hun moreel begon te zakken, omdat de Germanen zo groot waren. Caesar kon het moreel opkrikken en liet een kamp opzetten. Nadat hij gehoord had van Caesars aankomst, stuurde Ariovistus gezanten naar hem voor een gesprek. Dit gesprek vond plaats tussen het kamp van de Romeinen en dat van de Germanen, die er inmiddels al één hadden opgezet. Caesar eiste dat de Germaanse koning de Gallische gebieden zou verlaten. Dit werd evenwel afgewezen. Ook Caesar weigerde de gebieden te verlaten.
Het gesprek werd beëindigd omdat een boodschapper Caesar meldde dat de Germaanse ruiters al dichter waren gekomen en de Romeinse soldaten bekogelden met projectielen. Caesar keerde terug naar zijn soldaten en zei dat ze onder geen beding een projectiel mochten teruggooien naar de vijand. Hij wou het immers niet tot een slag laten komen. Hij had beloofd dat hij zijn vijanden niet zou aanvallen tijdens het gesprek, en volgens sommigen zou dat nog aan de gang geweest kunnen zijn. Toen zijn soldaten echter hoorden dat Ariovistus gezegd had dat heel Gallië verboden gebied is voor de Romeinen, kregen ze een nog groter enthousiasme om te vechten.

## De slag
Ariovistus had zijn kamp zo geplaatst dat hij de Romeinse bevoorradingslijnen afsneed. Vanaf die dag stelde Caesar zijn troepen vijf dagen aaneen op in slaglinie. Maar Ariovistus hield zijn leger binnen het kamp. Hij ging wel elke dag ruiterschermutselingen aan. Toen Caesar begreep dat Ariovistus zijn kamp niet uit wilde komen, verplaatste hij zijn kamp. Zo kon hij zijn bevoorradingswegen herstellen. Hij stelde zijn leger op in drie linies. De eerste en tweede moesten paraat blijven, terwijl de derde het kamp maakte. Ariovistus stuurde hierop 16.000 lichtgewapenden en zijn volledige cavalerie op de Romeinen af. Caesar liet de derde linie toch verder het kamp afmaken. Toen dit kamp was aangelegd, liet hij er twee legioenen achter en een deel van de hulptroepen. De vier andere legioenen keerden terug naar het grote kamp.
De volgende dag voerde Caesar beide legers uit de kampen. Toen hij zag dat Ariovistus weer niet wilde vechten, gingen ze in de middag terug naar hun kamp. Pas op dat moment stuurde Ariovistus een deel van zijn leger, om het nieuwe kamp te belegeren. Er werd tot de avond fel gevochten. Bij zonsondergang keerde Ariovistus terug naar zijn kamp. Hierna hoorde Caesar waarom de Germanen niet bereid waren om een open slag te leveren. Een waarzegger had hen gezegd dat ze de overwinning niet zouden behalen als ze de strijd aangingen voor nieuwe maan. De volgende dag stelde Caesar opnieuw een wacht op bij beide kampen. Hij stelde zijn hulptroepen goed in het zicht van de Germanen. Hij deed dit om numeriek groter te lijken. Hierna stelde hij zijn troepen op in drie linies en liet hen oprukken naar het Germaanse kamp. Hierdoor zagen de Germanen zich gedwongen om hun troepen uit het kamp te voeren. Alle stammen stonden op gelijke afstanden opgesteld van elkaar: de Harudes, de Marcomanni, de Triboci, de Vangiones, de Nemetes, de Sedusii en de Suebi. Caesar stelde al zijn onderbevelhebbers en zijn quaestor aan het hoofd van een legioen. Op die manier zou elke soldaat een directe getuige hebben van zijn moed.
Hij bond de strijd aan vanaf zijn rechtervleugel, omdat hij had gezien dat daar het zwakste deel van zijn vijanden stond. De Germanen stormden zo plotseling en snel naar voren dat er geen tijd was voor de Romeinen om hun pila te werpen. Deze werden aan de kant gegooid en er werd gevochten met hun gladii. Maar de Germanen vormden al snel een gesloten formatie, waarbij ze de zwaardslagen opvingen. Vele Romeinen durfden om op deze slagordes te springen, de schilden weg te trekken en van bovenaf toe te steken. Terwijl de Germanen op de linkervleugel al verslagen waren en op de vlucht waren gejaagd, wisten ze met hun rechtervleugel de Romeinen flink onder druk te zetten. Publius Licinius Crassus, de zoon van de triumvir, die aangesteld was als commandant van de cavalerie, bemerkte dit. Hij stuurde de derde linie van de Romeinen ter hulp. Zo keerde de slag zich in het voordeel van de Romeinen. De Germanen sloegen allemaal op de vlucht en ze stopten niet met vluchten voor ze bij de Rijn kwamen, zo'n acht kilometer verwijderd van die plek. Ze probeerden deze over te steken, door te zwemmen of met de kleine bootjes die er lagen. Slechts een heel klein aantal kon zichzelf redden, waaronder Ariovistus. Hij verloor echter wel zijn twee vrouwen en twee dochters. Zijn beide vrouwen kwamen om en van zijn dochters werd er een gedood en een gevangengenomen.

## Nasleep
Na deze nederlaag trokken de Germanen zich terug over de Rijn. De Suebi die niet meegevochten hadden, maar die nog op Gallisch gebied verbleven, hoorden van deze nederlaag en keerden ook terug naar Germanië. Ariovistus durfde hierna nooit meer de Rijn over te steken.
Caesar had ook in korte tijd twee oorlogen afgerond. Hierna trok hij naar Noord-Italië om daar te overwinteren.